# ГЕС Мандуріаку
ГЕС Мандуріаку — гідроелектростанція на півночі Еквадору. Використовує ресурс із річки Гвайллабамба, яка дренує західний схил Анд та є правим витоком річки Есмеральдас (басейн Тихого океану).
У межах проєкту річку перекрили бетонною гравітаційною греблею висотою від тальвегу 41 метр (від підошви фундаменту — 61 метр), довжиною 371 метр та шириною по гребеню 8 метрів, яка потребувала 230 тис. м3 матеріалу. Вона утримує водосховище з об'ємом 10,3 млн м3, у якому припустиме коливання рівня поверхні в операційному режимі між позначками 489,4 та 492,5 метра НРМ (під час повені до 492,7 метра НРМ).
Через водоводи довжиною по 50 метрів з діаметром 4,5 метра ресурс подається до пригреблевого машинного залу. Тут встановили дві турбіни типу Каплан потужністю по 32,5 МВт, котрі використовують чистий напір у 33,7 метра та забезпечують виробництво 398 млн кВт·год електроенергії на рік.